# Araneus castilho
Araneus castilho är en spindelart som beskrevs av Levi 1991. Araneus castilho ingår i släktet Araneus och familjen hjulspindlar. Inga underarter finns listade i Catalogue of Life.